# Jiwan (Karangnongko)
Jiwan is een bestuurslaag in het regentschap Klaten van de provincie Midden-Java, Indonesië. Jiwan telt 3469 inwoners (volkstelling 2010).